# Ingenried
Ingenried là một đô thị ở huyện Weilheim-Schongau, bang Bayern, Đức.

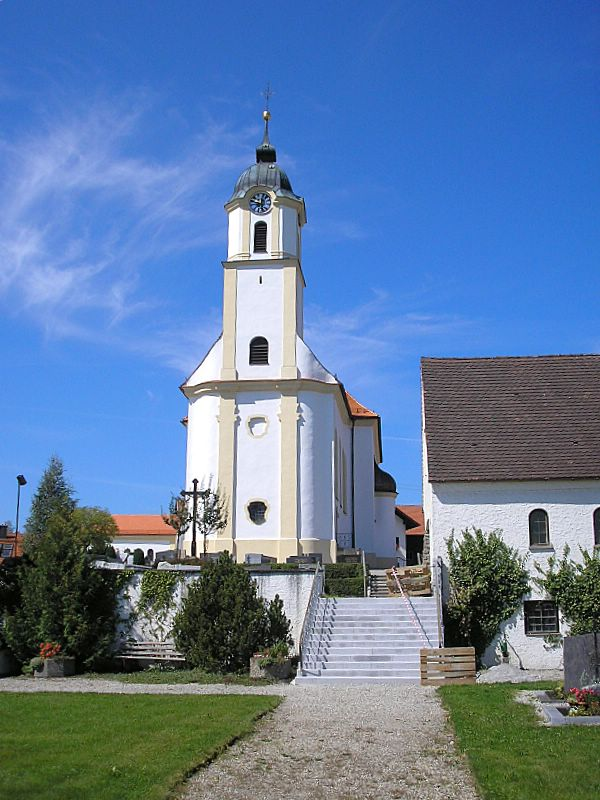
Saint George's church, ởgenried